# 渡邊博
渡邊 博（渡辺 博、わたなべ ひろし、1947年4月 - 2018年6月18日）は、日本の哲学者。中央大学文学部教授。専門は科学哲学、科学史、比較文化。日本科学哲学会評議員。このほか日本科学史学会、科学基礎論学会、日本哲学会に所属。中央大学山岳部長。

## 略歴
- 1947年4月　愛知県生まれ
- 1971年3月　東京大学理学部物理学科卒業
- 1973年3月　東京大学大学院理学系研究科(科学史・科学基礎論専攻)修士課程修了
- 1976年3月　東京大学大学院理学系研究科(科学史・科学基礎論専攻)博士課程単位取得退学
- 1979年4月　中央大学文学部専任講師
- 1984年4月　中央大学文学部助教授
- 1991年4月　中央大学文学部教授

## 研究課題
- 時間の実在性と非対称性についての哲学的考察
- 科学的実在論の意味と妥当性についての考察
- 古代の世界観及び宗教の自然主義的観点からの解明と比較文化論的考察

## 共著
- （村上陽一郎ほか）『知の革命史2－運動力学と数学の出会い』（朝倉書店、1982年）
- （村上陽一郎ほか）『新・岩波講座哲学6　物質　生命　人間』（岩波書店、1986年、ISBN 4000102265）
- （沢田允茂ほか）『哲学への招待』（有斐閣、1988年、ISBN 4641110522）
- （藤田晋吾ほか）『言語・科学・人間－実在論をめぐって』(朝倉書店、1990年、ISBN 4254100876)
- （伊藤俊太郎ほか）『科学とは何か－12のフォーカス』（北樹出版、1992年、ISBN 4893842587）

## 訳著
- 渡辺慧、渡辺ドロテア『時間と人間』（中央公論社、1979年）
- （村上陽一郎との共訳）ポール・ファイヤアーベント『方法への挑戦－科学的創造と知のアナーキズム』(新曜社、1981年、ISBN 4788501244)
- （野家啓一との共訳）ノーウッド・ハンソン『知覚と発見　上・下』(紀伊國屋書店、1982年、ISBN 4314008709 & ISBN 4314008717)
- イーアン・ハッキング『表現と介入－ボルヘス的幻想と新ベーコン主義』(産業図書、1986年、ISBN 4782800320)
- （橋本由美子、高山宏との共訳）サロモン・ボホナーほか『無限と超越』（平凡社、1988年、ISBN 4582733808）

## 主な論文
- 「ポスト経験主義の科学論」（『岩波講座現代思想10』岩波書店、1994年）
- 「カオスの科学の意味を巡って」（『科学哲学』28号、日本科学哲学会、1995年）
- 「ニュートン哲学における科学の古典性について」（『科学哲学』30号、日本科学哲学会、1997年）
- 「冥府考2」（『中央大学論集』23号、中央大学、2002年）
- 「初めに何があったのかを言うのは困難である－ダニエル・デネットの哲学における記憶の問題を巡って」（『人文研紀要』55号、中央大学、2005年）

## ネット上での活動など
新しい歴史教科書をつくる会関連など時事問題全般について発言していた。同会の内紛をめぐっては西尾幹二・藤岡信勝派を支持し、退会した八木秀次らを生前まで批判していた。